# Тайриз Халибъртън
Тайриз Халибъртън (на английски: Tyrese Haliburton) е американски баскетболист, играещ в отбора от НБА – „Индиана Пейсърс“, и националния отбор на САЩ. Играе две години колежански баскетбол в „Айова Стейт“, преди да бъде изтеглен в драфта през 2020 година от „Сакраменто Кингс“. През 2022 година преминава в „Индиана Пейсърс“ като част от разменна сделка за Домантас Сабонис.
В „Пейсърс“ е избиран за Мач на звездите в НБА през 2023 и 2024 година. През 2025 година е един от играчите, който допринася най-много за класирането на „Индиана Пейсърс“ на финал в НБА за първи път от 25 години.
Той e и в състава на националния отбор на САЩ, спечелил злато на Летните олимпийски игри през 2024 г. в Париж, превръщайки се в първия бивш играч на „Айова Стейт“, спечелил олимпийско злато в мъжкия баскетбол.

## Успехи
- Отбор на звездите на НБА: 2023, 2024
- Мач на звездите в НБА: 2024, 2025